# Князев Микола Олексійович
Микола Олексійович Князев (рос. Николай Алексеевич Князев; нар. 2 жовтня 1955, Чебоксари, Чувашська АРСР, РРФСР — пом. 1995, Чебоксари, Чувашія, Росія) — радянський футболіст, воротар.

## Життєпис
Вихованець ДЮСШ-3 міста Чебоксари. У 22 роки дебютував у великому футболі в складі «Спартака» (Орел). Рік по тому перебрався в рідну «Сталь». У 1979 році виступав у вищій лізі за «Зорю» (Ворошиловград). Всього у вищій лізі провів 29 поєдинків, в яких пропустив 38 м'ячів.
Потім грав за команди першої та другої ліги. У деяких матчах виходив на поле як польовий гравець. Завершив кар'єру в «Азаматі». Останнім часом був граючим тренером команди.
В останні роки життя працював тренером ДЮСШ-1 в місті Новочебоксарськ. Наприкінці 1995 року загинув, потонувши на підльодовій риболовлі в віці 40 років. У Новочебоксарську щорічно проходить міні-футбольний турнір пам'яті Миколи Князєва.